# Lamovita
Lamovita är ett samhälle i Bosnien och Hercegovina.   Det ligger i entiteten Republika Srpska, i den nordvästra delen av landet, 170 km nordväst om huvudstaden Sarajevo. Lamovita ligger 191 meter över havet och antalet invånare är 4 582.
Terrängen runt Lamovita är platt åt sydväst, men åt nordost är den kuperad.Närmaste större samhälle är Prijedor, 16,0 km väster om Lamovita. 
Omgivningarna runt Lamovita är en mosaik av jordbruksmark och naturlig växtlighet. Runt Lamovita är det ganska tätbefolkat, med 67 invånare per kvadratkilometer.